# جوشوا هايسلوب
جوشوا هايسلوب هو مغني وكاتب أغاني كندي، ولد في 1987 في ساسكاتون في كندا.

## وصلات خارجية
- جوشوا هايسلوب على موقع ميوزك برينز (الإنجليزية)
- جوشوا هايسلوب على موقع أول ميوزيك (الإنجليزية)